# Lasioserica chitreana
Lasioserica chitreana är en skalbaggsart som beskrevs av Ahrens 1999. Lasioserica chitreana ingår i släktet Lasioserica och familjen Melolonthidae. Inga underarter finns listade i Catalogue of Life.